# Brisbane (Schiff, 1911)
Die Brisbane  der Deutsch-Australischen Dampfschiffs-Gesellschaft (DADG) in Hamburg war ein 1911 in Dienst genommener Standardfrachter mit Kühleinrichtung der Reederei für den Australiendienst. Die Reederei setzte von diesem Typ von 1911 bis zum Kriegsbeginn 16 fast identische Schiffe ein. Die Brisbane war das einzige Schiff dieses Typs, das von der britischen Werft Swan, Hunter & Wigham Richardson Ltd. geliefert wurde, und das letzte Schiff, das die DADG im Ausland bestellte.
Bei Kriegsbeginn 1914 suchte die auf der Heimreise befindliche Brisbane  in Mormugao Zuflucht und verblieb dort, bis sie 1916 von Portugal beschlagnahmt wurde. Die neugegründete Transportes Maritimos do Estado setzte sie umbenannt in Damão als Transporter auf Seiten der Entente ein. Am 28. April 1918 wurde die Damão mit einer Stückgutladung auf der Fahrt von New York nach Liverpool vom deutschen Unterseeboot U 91 im St. George’s Channel torpediert und versenkt.

## Baugeschichte und Einsätze  bis 1916
Die Brisbane gehörte zu den ab 1911 beschafften neuen Standard-Frachtern  von etwa 5800 BRT Größe und über 9000 tdw Tragfähigkeit mit einer Ladungskühlung, von denen die DADG bis zum Kriegsbeginn sechzehn Schiffe in Dienst stellte. Sie war das einzige Schiff, das im Ausland gebaut wurde, und der letzte Auslandsauftrag der DADG. Die Reederei hatte für ihren Linienverkehr nach Australien und Niederländisch-Indien nur Neubauten beschafft. Von der Gründung 1888 bis 1910 hatte sie 47 Schiffe in Dienst gestellt, von denen nur dreizehn in Großbritannien gebaut worden waren. Die Brisbane wurde bei Swan Hunter gebaut. Diese Werft hatte ab 1900 bis 1909 sechs Schiffe geliefert, beginnend mit der 1900 gelieferten Offenbach, die noch von der Vorläuferfirma Wigham & Richardson geliefert wurde.
Die ersten der neuen Standard-Frachter erhielten abweichend von der bisherigen Namensgebung Namen von australischen Häfen. So lieferte die Tecklenborg-Werft sieben Schiffe (Fremantle u. ff.) und der Flensburger Hauptlieferant FSG sechs Schiffe (Adelaide u. ff.). 1912 lieferte auch noch die AG Neptun zwei Schiffe (Bochum, Colmar), als man wieder zu den deutschen Städtenamen zurückgekehrt war.
Die im Juli 1911 vom Stapel gelaufene Brisbane wurde nach der Hauptstadt des Bundesstaates Queensland, Brisbane, benannt. Das Schiff kam 1911 als drittes der neuen Schiffe in den Liniendienst nach Australien und blieb bis 1914 hier im Einsatz.
Am 6. Juni 1914 begann die letzte Rückreise der Brisbane in Sydney. Über Queensland lief das Schiff nach Niederländisch-Indien. Mitte Juni verließ sie Cairns als letzten australischen Hafen.

## Verbleib im Weltkrieg
Die Brisbane suchte bei Kriegsausbruch in Mormugao, dem Hafen der portugiesischen Kolonie Goa an der indischen Westküste, Zuflucht. Dort waren schließlich fünf deutsche und ein österreichischer Frachter versammelt. Neben der Brisbane hatten noch die Lichtenfels (1903, 5735 BRT) und Marienfels (1901, 5683 BRT) der DDG Hansa, die Numantia (1901, 5503 BRT) der Hapag sowie die Kommodore (1904, 6064 BRT) der DOAL den neutralen Hafen aufgesucht. Dazu kam noch der Frachter Vorwaerts (1906, 5990 BRT) des Österreichischen Lloyd.
Insgesamt hatten 72 deutsche und zwei österreich-ungarische Schiffe in portugiesischen Häfen Schutz gesucht. Allein in Lissabon lagen 35 Schiffe. Portugal war zwar neutral, aber auch mit Großbritannien seit 1912 verbündet. Die Briten drangen auf eine Beschlagnahme der Schiffe, da es ihnen an Schiffsraum mangelte. Ende Februar 1916 entschied sich die portugiesische Regierung, die deutschen Schiffe zu beschlagnahmen. Darauf erfolgte die deutsche Kriegserklärung an Portugal am 9. März 1916.
Die Besatzungen der in Indien liegenden Schiffe hatten bis dahin ihre Schiffe tagsüber verlassen können und mussten nur zur Nacht zurückkehren. Auf den Befehl aus Lissabon besetzten Kolonialtruppen die Schiffe und brachten die Besatzungen an Land. Im Juni wurde dann auch der österreichische Frachter beschlagnahmt und an Land drei Gefangenenlager eingerichtet. Von den sechs Schiffen wurden 177 Mann interniert, wobei die Nationen getrennt wurden und ein Extra-Lager für die 67 Staatsbürger Österreich-Ungarns eingerichtet wurde. Die Gefangenen blieben in der Masse bis weit nach Kriegsschluss in der Internierung, da ihre Heimatstaaten kein Geld für die Repatriierung aufbringen konnten, und kehrten erst 1919 und 1920 nach Europa zurück.

### Einsatz und Ende derDamão

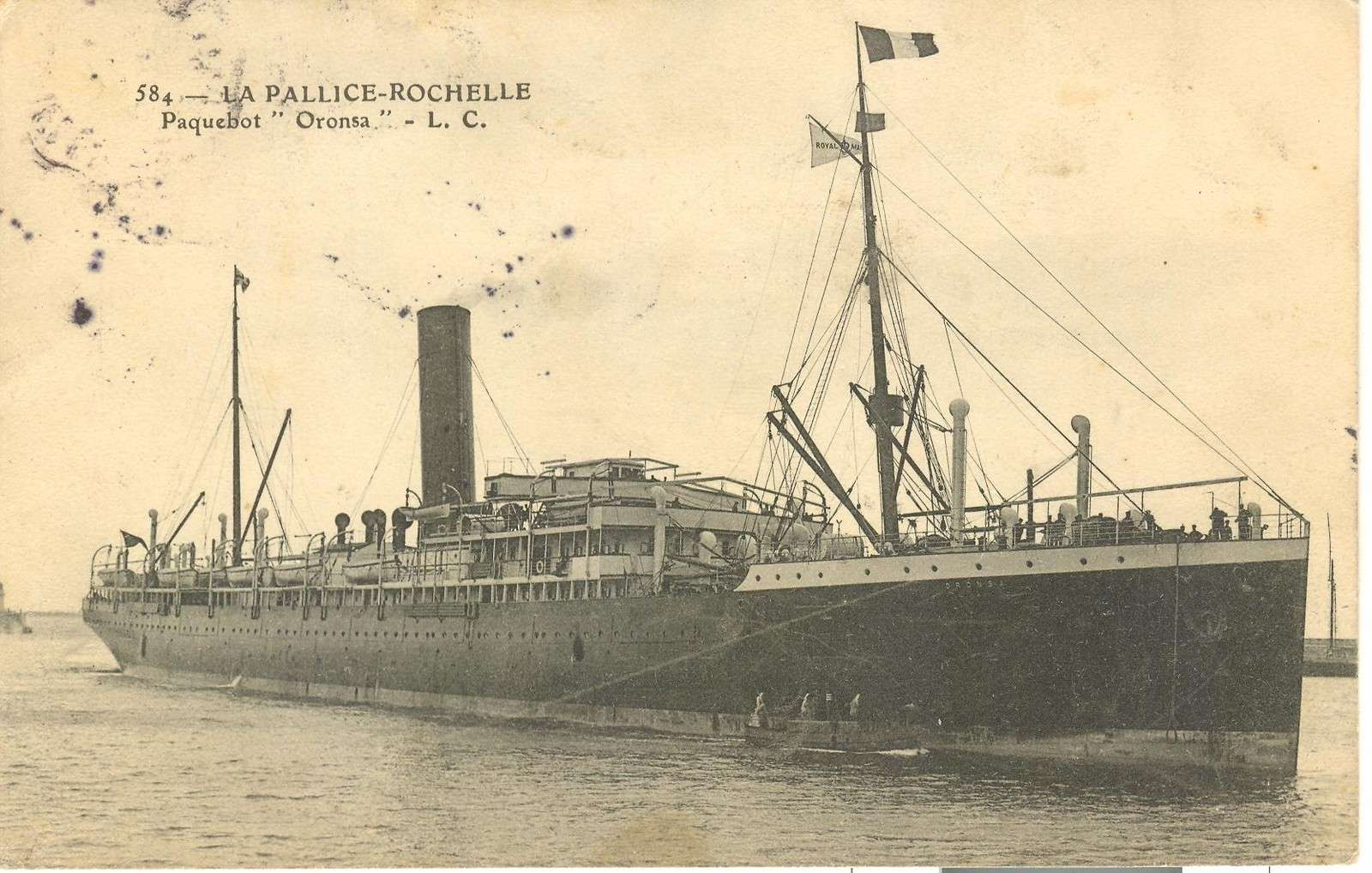
Die am gleichen Tag versenkte Oronsa

Die beschlagnahmten Schiffe wurden der neugegründeten staatlichen Reederei Transportes Maritimos Do Estado zugewiesen und wurden zur Unterstützung der Kriegsanstrengungen auf dem Nordatlantik eingesetzt. Die Brisbane erhielt den Namen Damão nach der portugiesischen Kolonie in Indien, wurde nach Europa überführt und transportierte Güter zwischen den USA und Großbritannien.
Am 28. April 1918 wurde die Damão 12 Meilen westlich von Bardsey Island im St. George’s Channel durch das deutsche Unterseeboot U 91 unter Kapitänleutnant Alfred von Glasenapp auf der Position  52° 45′ 39″ N, 4° 59′ 0″ W versenkt, als sie mit einer Stückgutladung von New York kommend nach Liverpool lief. Das deutsche U-Boot konnte anschließend in der Nähe auch noch die britische Oronsa (8.075 BRT) versenken.

## Schicksal der anderen in Portugal beschlagnahmten DADG-Frachter
| in Dienst | Name     | Tonnage  | Werft                  | Schicksal                                                                                              |
| --------- | -------- | -------- | ---------------------- | --- |
| 1911      | Adelaide | 5898 BRT | FSG BauNr. 309         | 1916 in Luanda beschlagnahmt, als Cunene in Fahrt, 1955 Abbruch                                        |
| 1912      | Essen    | 5878 BRT | Tecklenborg BauNr. 247 | 1916 in Delagoa Bay beschlagnahmt, als Inhambane in Fahrt, 1955 nach Costa Rica verkauft, 1959 Abbruch |
| 1912      | Colmar   | 6184 BRT | AG Neptun BauNr. 322   | 1916 in Funchal beschlagnahmt, als Machico in Fahrt, 1925 umbenannt in Luso, 1954 Abbruch              |
| 1914      | Hof      | 4705 BRT | AG Neptun BauNr. 336   | 1916 in Delagoa Bay beschlagnahmt, als Gaza in Fahrt, 1949 Abbruch                                     |

## Von deutschen U-Booten im Ersten Weltkrieg versenkte DADG-Schiffe
| in Dienst | Name        | Tonnage  | Werft                  | Schicksal |
| --------- | ----------- | -------- | ---------------------- | --- |
| 1906      | Goslar      | 4331 BRT | Swan Hunter BauNr. 764 | 1914 in Suez beschlagnahmt, ab 1915 Einsatz als Huntsfall, 2. Dezember 1916 durch UB 46 vor Skyros auf dem Weg nach Saloniki versenkt                 |
| 1906      | Reichenbach | 4217 BRT | FSG BauNr. 267         | 1914 Zuflucht in Kristiansand, Norwegen, 1915 an Bergen Line verkauft, in Meteor umbenannt, 7. Dezember 1916 durch UB 29 westlich des Kanals versenkt |
| 1901      | Rostock     | 4957 BRT | FSG BauNr. 208         | 1914 in Port Said beschlagnahmt, ab 1915 Einsatz als Huntsmoor, auf dem Weg nach Southampton im Kanal am 20. Februar 1918 durch UB 40 versenkt        |
| 1902      | Altona      | 4312 BRT | FSG BauNr. 219         | 1914 in Melbourne beschlagnahmt, ab 1915 Einsatz als Conargo, 31. März 1918 durch U 96 in der Irischen See versenkt                                   |
| 1913      | Sumatra     | 7484 BRT | FSG BauNr. 332         | 1914 in Sydney beschlagnahmt, ab 1914 Einsatz als Barunga, 25. Juli 1918 durch U 108 südlich Irlands versenkt                                         |